# Maumusson (Tarn-et-Garonne)
Maumusson ist eine französische Gemeinde mit 51 Einwohnern (Stand 1. Januar 2022) im Département Tarn-et-Garonne in der Region Okzitanien. Die Gemeinde gehört zum Kanton Garonne-Lomagne-Brulhois und zum Arrondissement Castelsarrasin. Die Bewohner nennen sich Maumussonois. 

## Lage
Maumusson liegt rund 50 Kilometer nordwestlich von Toulouse an der Grenze zum benachbarten Département Gers.
Nachbargemeinden sind Lavit im Norden, Esparsac im Osten, Glatens im Süden, Castéron im Südwesten und Montgaillard im Westen.

## Bevölkerungsentwicklung
| Jahr      | 1962 | 1968 | 1975 | 1982 | 1990 | 1999 | 2006 | 2015 |
| --------- | ---- | ---- | ---- | ---- | ---- | ---- | ---- | ---- |
| Einwohner | 66   | 56   | 50   | 48   | 50   | 46   | 47   | 53   |